# Cape Vahsel
Vahsel är en udde i Antarktis. Den ligger i Östantarktis. Argentina och Storbritannien gör anspråk på området.
Terrängen inåt land är kuperad åt sydost. Havet är nära Vahsel åt nordväst. Trakten är obefolkad. Det finns inga samhällen i närheten.